# American Bar

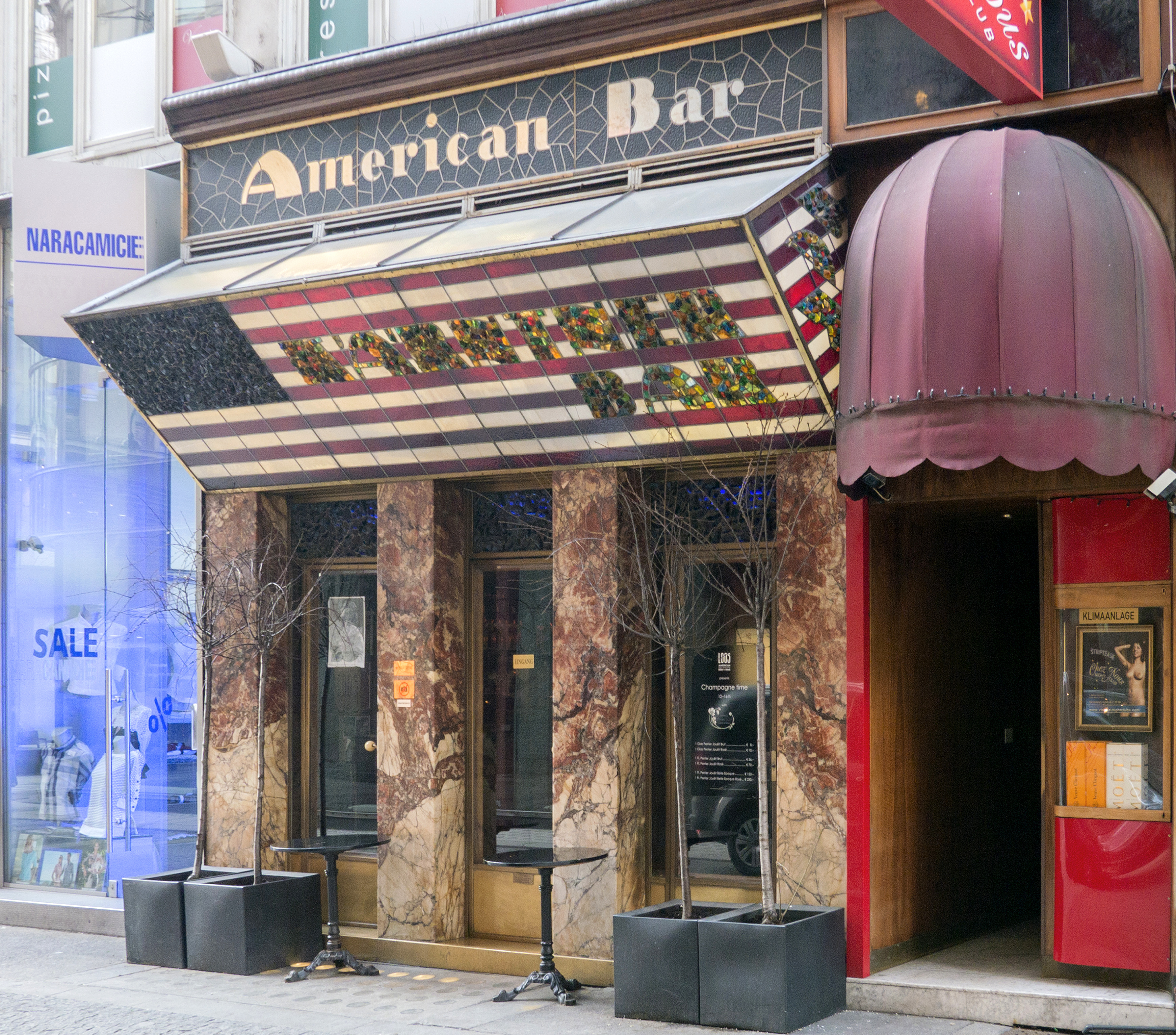
Loos American Bar im Kärntner Durchgang Nr. 10

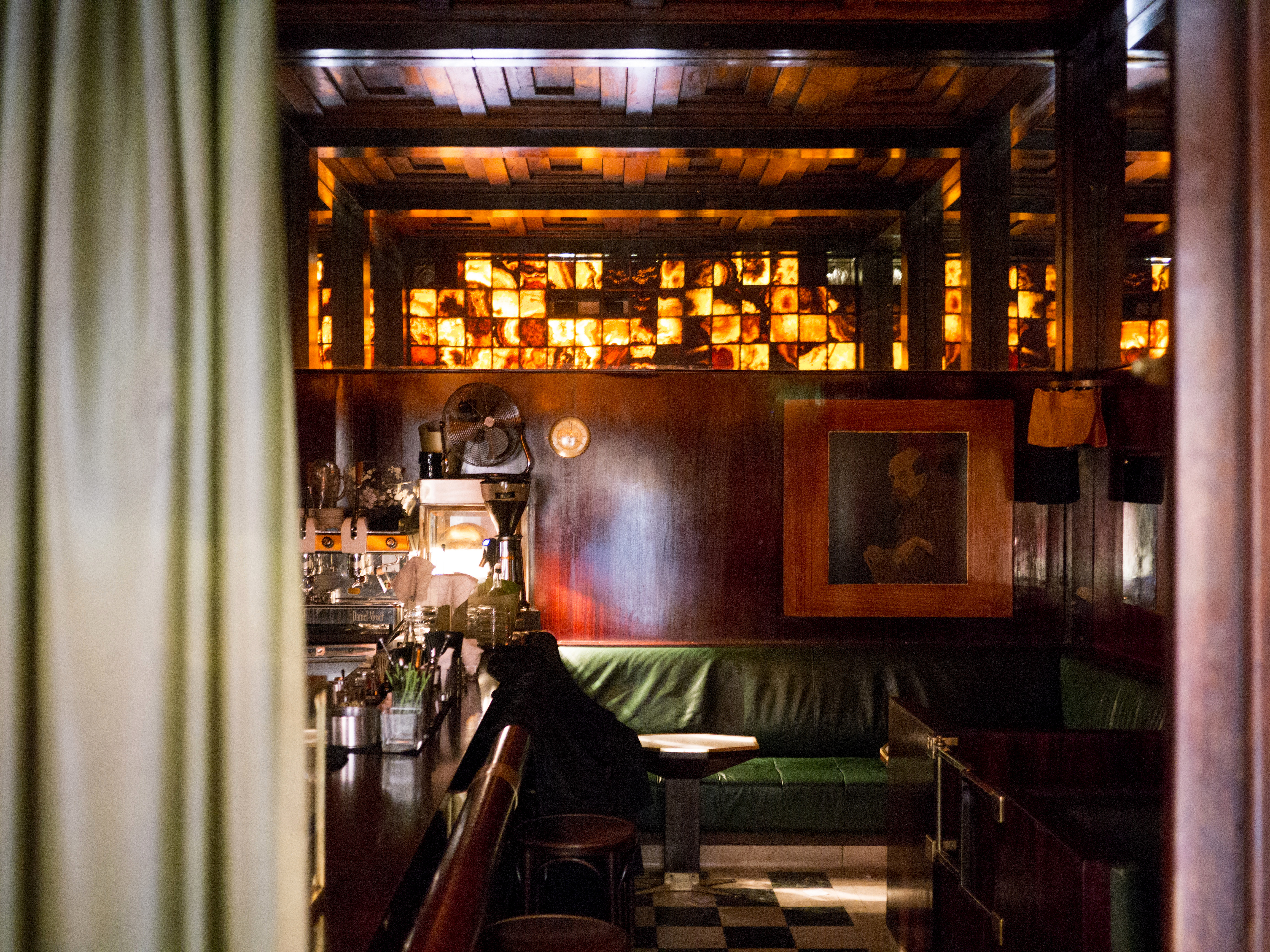
American Bar Blick durchs Fenster

Die American Bar oder Kärntner Bar, heute auch als  Loos-Bar oder Loos American Bar bekannt, ist eine kleine Bar im Kärntner Durchgang Nr. 10, einer Seitengasse der Kärntner Straße im 1. Gemeindebezirk Innere Stadt. Sie wurde von dem Architekten Adolf Loos im Stil des Art déco gestaltet und steht heute unter Denkmalschutz.

## Geschichte
Adolf Loos entwarf die Bar 1908, auch auf Grund seiner Erfahrungen im Zuge eines Aufenthalts in den Vereinigten Staaten von 1893 bis 1896. 
1989 wurde die Loos-Bar von Burkhardt Rukschcio restauriert, dabei wurde das 1985 von Hermann Czech für eine Ausstellung rekonstruierte Portalschild angebracht. Seit dem 110. Jubiläum am 21. Juni 2018 tragen die Mitarbeiter eigens für die Loos-Bar entworfene Outfits des österreichisch-vietnamesischen Designers La Hong.

## Baubeschreibung
Der Innenraum ist lediglich 4,40 × 6,00 × 4,10 m groß. Spiegel geben dem Raum zusätzliche Tiefe. Die verwendeten Materialien sind Holz, Glas, Messing und Onyx(marmor). Ein besonderes Gestaltungsmerkmal ist die transluzente Wandverkleidung über der Eingangstür und den Straßenfenstern. Das Material der Wandverkleidung wird oftmals als Onyx bezeichnet, obwohl es sich um Onyxmarmor handelt. Die Bezeichnung Alabaster ist ebenfalls zutreffend, da es sich petrografisch um dieselbe Gesteinsart – Kalksinter –  handelt. Die Bar gehört zu den frühen Werken der architektonischen Moderne in Wien und wird dem Stil des Art déco zugeordnet.

## Betrieb der Loos-Bar
Betrieben wird die Bar von der im März 1976 gegründeten Loos-Bar Barbetriebsgesellschaft m.b.H. Geleitet wird sie seit 1995 von Marianne Kohn (* 27. Oktober 1945), die von 1983 bis 1987 den Wiener Szeneclub U4 geleitet hat, wo sie auch Barfrau war. In einem Porträt der deutschen Welt im Jahr 2012 als „Königin der Nacht“ und „wohl bekannteste Barfrau Wiens“ apostrophiert, ist Kohn seit November 2003 auch handelsrechtliche Geschäftsführerin der Loos-Bar. Mit ihren Vorfahren, den Möbelfabrikanten Jakob und Josef Kohn, hatte Adolf Loos zusammengearbeitet.
Ab Jänner 2002 war Hans Krankl einer der Gesellschafter der Betreibergesellschaft, bis dessen Anteile im März 2009 von Skender Fani übernommen wurden.